# مسکو روی هادسن
مسکو روی هادسن (به انگلیسی: Moscow on the Hudson) فیلمی کمدی و کمدی-درام است محصول سال ۱۹۸۴ به کارگردانی پل مازورسکی. در این فیلم بازیگرانی همچون رابین ویلیامز، ماریا کونچیتا آلونسو، کلیا وانت درکیز، ساولی کراماروف، الیا باسکین، یاکوو سمیرنوف و آلخاندرو ری ایفای نقش کرده‌اند.